# Reporter
Ein Reporter oder eine Reporterin (von englisch to report ‚Bericht erstatten, wiedergeben, aufnehmen‘; altfranzös. reporter  ‚berichten‘; latein. reportare ‚zurückbringen‘), auch Berichterstatter oder Berichterstatterin, ist eine Bezeichnung für die spezielle Tätigkeit eines Journalisten von einem Geschehen an dessen Ort und Stelle.

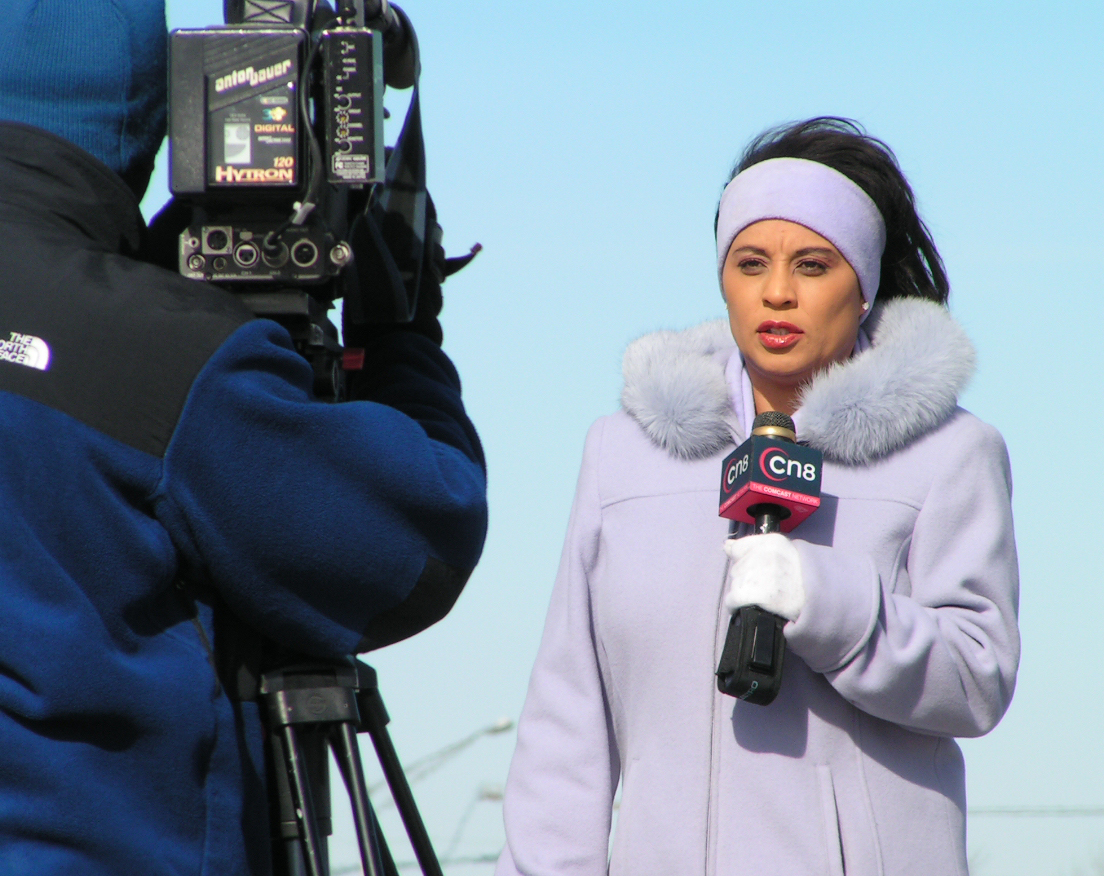
Fernseh-Reporterin bei der Arbeit

Der Reporter berichtet über aktuelle Ereignisse vor allem aus den Bereichen Justiz, Kultur, Lokales, Politik, Ausland, Wissenschaft und Sport für Presse, Hörfunk und Fernsehen. Die Reportage kann im Hörfunk und Fernsehen sowohl „live“ – also zur gleichen Zeit – übertragen als auch aufgezeichnet und – meist noch redaktionell bearbeitet – nachträglich gesendet werden.
Berühmt als der „rasende Reporter“ wurde um 1920 in Deutschland Egon Erwin Kisch (1885–1948).
Zahlreiche Journalisten beziehungsweise Reporter wurden während ihrer Berufsausübung getötet.
Ein neuer Trend sind Amateurreporter, die Geschehen für wenig oder ganz ohne Bezahlung beobachten und fotografieren. Davon zu unterscheiden sind Bürgerreporter wie z. B. in Südkorea (OhmyNews).